# Lolitawork Libretto
Albums de Kanon Wakeshima
Shinshoku Dolce
Lolitawork Libretto (少女仕掛けのリブレット, Shōjo Jikake no Libretto) est le second album de la chanteuse Kanon Wakeshima sorti le 7 juillet 2010 en Europe et le 28 juillet au Japon et aux États-Unis. Les chansons connues et déjà entendues avant la sortie de l'album sont 透明の鍵 (Toumei no Kagi) qui est le thème officiel du jeu vidéo Avalon no Kagi ainsi que 少女仕掛けのリブレット ~storytelling by solita~ (Lolitawork Libretto ~storytelling by solita~).
L'album est disponible en version simple ou en version limitée (contenant un DVD avec le clip de Lolitawork Libretto ～storytelling by solita～).

## Liste des chansons
【CD】
1. シェークスピアの忘れ物 ～プロローグ～ (Shakespeare no Wasuremono ~Prologue~)
2. 果実の警告 (Kajitsu no Keikoku)
3. 読書家姫君 (Heroine Syndrome)
4. twinkle star! (twinkle star!)
5. 透明の鍵 (Toumei no Kagi)
6. マーマレードスカイ (Marmalade Sky )
7. 黒猫とピアニストのタンゴ (Kuroneko to Pianist no Tango)
8. プリンセスチャールストン (Princess Charleston)
9. Tree of Sorrow (Tree of Sorrow )
10. celmisia (celmisia)
11. 音女のマーチ (Otome no March)
12. シェークスピアの忘れ物 ～エピローグ～ (Shakespeare no Wasuremono ~Epilogue~)
13. 少女仕掛けのリブレット ~storytelling by solita~ (Lolitawork Libretto ~Storytelling by solita~)

【DVD】
1. 少女仕掛けのリブレット ~storytelling by solita~ (Lolitawork Libretto ~Storytelling by solita~) - Clip Vidéo